# Theridion incomtum
Theridion incomtum là một loài nhện trong họ Theridiidae.
Loài này thuộc chi Theridion. Theridion incomtum được Octavius Pickard-Cambridge miêu tả năm 1896.